# Monoon shendurunii
Monoon shendurunii là một loài thực vật thuộc họ Annonaceae. Loài này được S. Chand Basha & Nanu Sasidharan mô tả lần đầu tiên năm 1994 dưới danh pháp Polyalthia shendurunii. Năm 2012, Bine Xue et al. chuyển nó sang chi Monoon.

## Phân bố
Nó là loài đặc hữu của Ấn Độ.